# A. R. Penck
A. R. Penck, pseudonimo di Ralf Winkler (Dresda, 5 ottobre 1939 – Zurigo, 2 maggio 2017), è stato un pittore, scultore e artista tedesco.

## Biografia

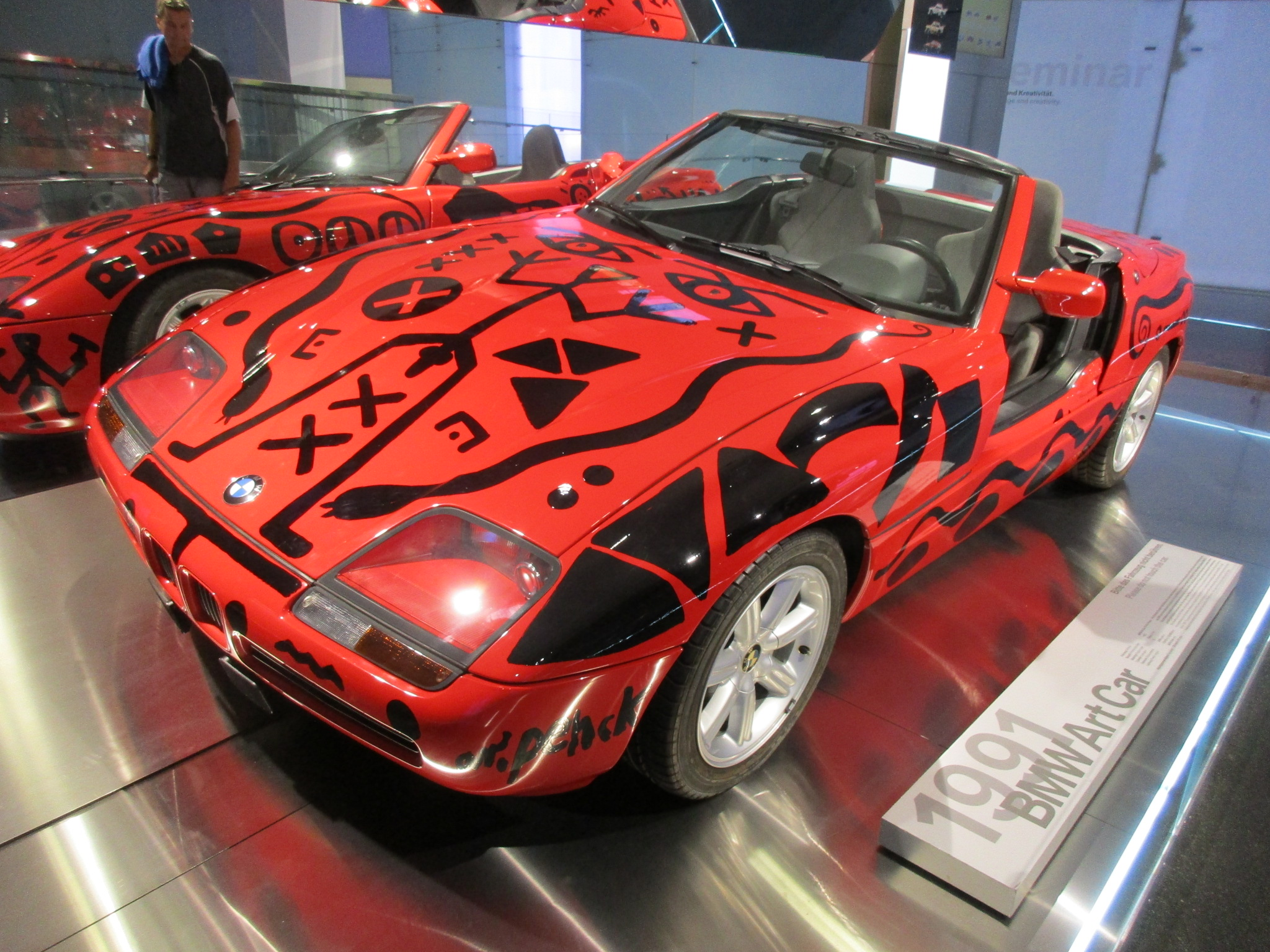
BMW Z1 Art Car realizzata da Penck al Museo BMW, in cui si notano i tratti primitivi tipici dell'artista tedesco

Ralf Winkler nasce nel 1939 a Dresda, nell'allora Germania nazista. Poiché considerato elemento non in linea col regime socialista, contestatore, sovversivo e artista non classificabile come tradizionalista, alla fine degli anni cinquanta del secolo scorso non verrà ammesso né all'Accademia di Dresda né a quella di Berlino Est. Autodidatta in campo artistico, studia invece filosofia, storia delle religioni, scienze, musica. Più volte a causa dei suoi atteggiamenti verrà anche tenuto sotto controllo dalla Stasi, fino ad essere espulso dalla Ddr nel 1980.
Nel 1963 si trasferisce a Berlino Est e nel 1970 partecipa alla fondazione del gruppo Lucke. Dopo il primo periodo neoespressionista, che vede l'utilizzo di tratti stilizzati e "infantili" dal cromatismo esasperato, i segni di Penck, negli anni 70, divengono ancora più primordiali, così da sancire una sorta di primitivismo della ragione. Traccia ominidi stilizzati e simboli elementari, prediligendo, per le sue opere, l'uso del bianco e del nero. Si dedica anche alla scultura, utilizzando il marmo, il bronzo e il legno, materiale caro agli artisti del nord Europa.
Trasferitosi nella Germania Ovest espone a fianco di pittori e scultori come Gerhard Richter, Anselm Kiefer, Georg Baselitz, Jörg Immendorff, Markus Lüpertz, Sigmar Polke, Ulrich Rückriem, Jochen Gerz e alla performance artist Rebecca Horn, e condivide esperienze espositive con artisti italiani come Mimmo Paladino, Michelangelo Pistoletto, Sandro Chia, Gian Ruggero Manzoni, Enzo Cucchi, Nicola De Maria, Nino Longobardi e il gallerista napoletano Lucio Amelio, per il quale realizza l'opera Erdbeben in Bierkeller per la collezione Terrae Motus esposta alla Reggia di Caserta. Nel 1980 apre uno studio a Londra. Partecipa a diverse esposizioni di livello internazionale, tra cui Documenta 5 di Kassel, nel 1972, la Biennale di Venezia, nel 1984, e Documenta 9 di Kassel, nel 1992.

## Principali mostre personali

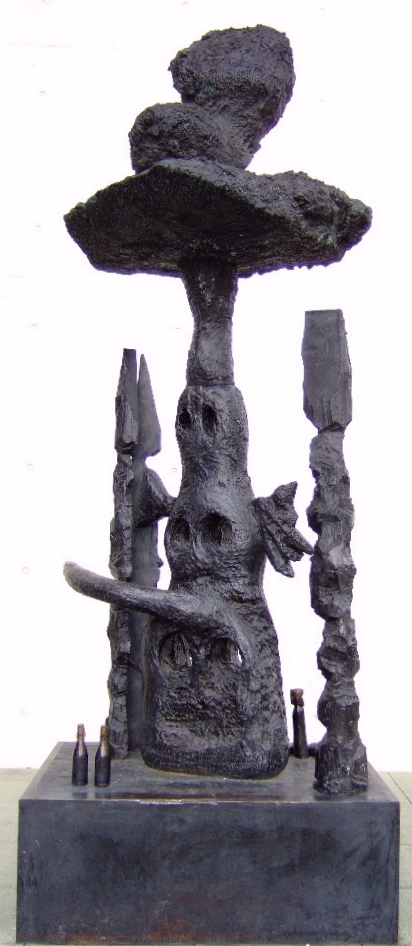
A. R. Penck, Future of the soldiers (1995)

- 1956 - Ass. Artisti, Dresda, Germania Est
- 1968 - Gall. Michael Werner, Colonia, Germania Ovest
- 1972 - Kunstmuseum, Basilea, Svizzera - Documenta 5, Kassel, Germania Ovest
- 1978 - Museo Ludwig, Colonia, Germania Ovest
- 1981 - Kunsthalle Museum, Colonia, Germania Ovest
- 1982 - Kunstmuseum, Bonn, Germania Ovest
- 1984 - Biennale di Venezia, Italia - The Tate Gallery, Londra, Gran Bretagna
- 1988 - Estner-Gesellschaft, Hannover, Germania Ovest - Nationalgalerie, Zurigo, Svizzera - Kunsthaus, Berlino Ovest, Germania Ovest
- 1992 - Gall. Michael Werner, Colonia, Germania
- 1995 - Museo Rufino Tamayo, Città del Messico, Messico
- 1997 - Hiroshima City Museum of Contemporary Art, Hiroshima, Giappone
- 1999 - Gall. Michael Werner, Colonia, Germania
- 2002 - Gall. Schloss Wiligrad e Kunstverein Wiligrad, Lübstorf, Germania
- 2003 - Museum voor Moderne Kunst, Ostenda, Belgio - Gall. Michael Werner, Colonia, Germania - Museum Küppersmühle Sammlung Grothe, Duisburg, Germania
- 2004 - Gall. Michael Werner, New York, Stati Uniti - Patrick Painter Inc., Santa Monica, Stati Uniti
- 2005 - Gall. W52, New York, Stati Uniti - Gall. Forsblom, Helsinki, Finlandia - Gall. Michael Werner, Colonia, Germania
- 2006 - Gall. Mitchell-Innes & Nash, New York, Stati Uniti - Shanghai Zendai Museum of Modern Art, Shanghai, Cina - Arario Beijing, Pechino, Cina
- 2007 - Staatliches Museum für Kunst und Design, Norimberga, Germania - Retrospektive, Kunsthalle zu Kiel Schirn, Francoforte, Germania